# Acadèmia de la Llengua Occitana
L'Acadèmia de la Llengua Occitana, en occità Acadèmia de la Lenga Occitana o Acadèmia dera Lengua Occitana és un projecte d'autoritat de regulació lingüística de l'occità, que representa una continuació possible de la feina del Consell de la Llengua Occitana.

## Creació
El projecte es va presentar el maig de 2008 com una iniciativa de l'Institut d'Estudis Occitans i del Consell General d'Aran: el síndic d'Aran, Francesc Boya, el president de l'IEO, David Grosclaude, la representant de l'Euroregió Pirineus-Mediterrània, Margalida Tous, els representants dels consells regionals de la llengua occitana, de la Generalitat de Catalunya i de les universitats hi eren presents.

## Objectius
L'Acadèmia ha de definir, conservar i defensar la codificació ortogràfica de la llengua i treballar sobre la grafia, la gramàtica, la lexicologia i la toponímia, tot respectant la unitat i la diversitat de l'occità.

## Consell plenari
El Consell plenari, en occità Conselh Plenièr o Conselh Plenari de l'Acadèmia estarà compost per de 50 membres que representen:
- tots els consells regionals de l'Estat francès en què es parla occità
- la Regió del Piemont a l'Estat italià
- la Generalitat de Catalunya
- el Consell General d'Aran
- els serveis d'educació responsables de l'ensenyament de l'occità
- els sectors d'activitat en què es fa servir l'occità, com la recerca, l'edició, la creació artística i literària o els mitjans de comunicació.